# Том Сайзмор
Том Сайзмор (англ. Tom Sizemore; 29 листопада 1961, Детройт, Мічиган — 3 березня 2023, Бербанк, Каліфорнія) — американський актор.
Найбільшу популярність принесли ролі у фільмах «Врятувати рядового Раяна», «Сутичка», «Перл-Гарбор», Падіння «Чорного яструба».
Номінувався на премію «Золотий глобус» за найкращу чоловічу роль другого плану у мінісеріалі або телефільмі («Захист свідків»).

## Біографія
Том Сайзмор народився 29 листопада 1961 року в місті Детройт, штат Мічиган. Батько Томас Едвард Сайзмор старший, адвокат і професор філософії, мати Джудіт, співробітник омбудсмена Детройта. У Тома є троє братів, Чарлі, Аарон і Пол, які також стали акторами. Навчався в Державному Університеті Вейн в Детройті, а потім в Університеті Темпл у Філадельфії, де у 1986 році отримав ступінь магістра в галузі театру. Згодом переїхав до Нью-Йорка, щоб продовжити акторську кар'єру. З кінця 80-х починає зніматися в кіно на другорядних ролях у таких фільмах, як «Тюряга» зі Сільвестером Сталлоне та «Народжений четвертого липня» (1989) режисера Олівера Стоуна.
Том Сайзмор помер 3 березня 2023 року у лікарні міста Бербанк, штат Каліфорнія, куди його було доправлено 18 лютого після внутрішньочерепної аневризми, в 61-річному віці.

## Фільмографія

### Кінофільми
| Рік  |   | Українська назва                  | Оригінальна назва                                   | Роль               |
| ---- | - | --------------------------------- | --------------------------------------------------- | ------------------ |
| 1989 | ф | Тюряга                            | Lock Up                                             | Даллас             |
| 1989 | ф | Раптове пробудження               | Rude Awakening                                      | Єн                 |
| 1989 | ф | Народжений четвертого липня       | Born on the Fourth of July                          | ветеран            |
| 1990 | ф |                                   | A Matter of Degrees                                 | Зенон Стефанос     |
| 1990 | ф | Блакитна сталь                    | Blue Steel                                          | грабіжник          |
| 1991 | ф | Політ «Порушника»                 | Flight of the Intruder                              | Боксман            |
| 1991 | ф | Там, де лежать сплячі пси         | Where Sleeping Dogs Lie                             | Едді Хейл          |
| 1991 | ф | На гребені хвилі                  | Point Break                                         | Дітс               |
| 1991 | ф | Харлей Девідсон і ковбой Мальборо | Harley Davidson and the Marlboro Man                | Ченс Вайлдер       |
| 1992 | ф | Пасажир 57                        | Passenger 57                                        | Слай Дельвеккіо    |
| 1993 | ф | Серце і душі                      | Heart and Souls                                     | Майло Пек          |
| 1993 | ф | Справжнє кохання                  | True Romance                                        | Коді Ніколсон      |
| 1993 | ф | На відстані удару                 | Striking Distance                                   | Денні Детілло      |
| 1994 | ф | Вайетт Ерп                        | Wyatt Earp                                          | Бет Мастерсон      |
| 1994 | ф | Природжені вбивці                 | Natural Born Killers                                | Джек Скагнетті     |
| 1995 | ф | Дивні дні                         | Strange Days                                        | Макс Пельтье       |
| 1995 | ф | Диявол у блакитній сукні          | Devil in a Blue Dress                               | Девітт Олбрайт     |
| 1995 | ф | Протистояння                      | Heat                                                | Майкл Черітто      |
| 1997 | ф | Релікт                            | The Relic                                           | Вінсент Д'Агоста   |
| 1998 | ф | Врятувати рядового Раяна          | Saving Private Ryan                                 | Майкл Хорват       |
| 1998 | ф | Ворог держави                     | Enemy of the State                                  | Полі Пінтеро       |
| 1999 | ф |                                   | The Florentine                                      | Тедді              |
| 1999 | ф | Воскрешаючи мерців                | Bringing Out the Dead                               | Том Воллс          |
| 1999 | ф | Бий в кістку                      | Play It to the Bone                                 | Джо Доміно         |
| 2000 | ф | Прибрати Картера                  | Get Carter                                          | (голос)            |
| 2000 | ф | Червона планета                   | Red Planet                                          | Квін Бархенал      |
| 2001 | ф | Перл-Гарбор                       | Pearl Harbor                                        | Ерл Сістен         |
| 2001 | ф | Годинниковий механізм             | Ticker                                              | Рей Неттлс         |
| 2001 | ф | Падіння «Чорного яструба»         | Black Hawk Down                                     | Денні МакНайт      |
| 2002 | ф |                                   | Big Trouble                                         | Снейк Дюпрі        |
| 2002 | ф |                                   | Swindle                                             | Сет Джордж         |
| 2003 | ф |                                   | Pauly Shore Is Dead                                 | у ролі самого себе |
| 2003 | ф | Ловець снів                       | Dreamcatcher                                        | Оуен               |
| 2004 | ф | Папарацці                         | Paparazzi                                           | Рекс Харпер        |
| 2005 | ф |                                   | No Rules                                            | Кейн Даймонд       |
| 2007 | ф | Повсталі з попелу                 | Furnace                                             | Френк Міллер       |
| 2008 | ф | Сутичка у небі                    | The Flyboys                                         | Анджело Еспозіто   |
| 2008 | ф | Американський син                 | American Son                                        | Дейл               |
| 2009 | ф |                                   | Super Capers                                        | Роджер             |
| 2010 | ф |                                   | Corrado                                             | Паоло Спінелло     |
| 2013 | ф | Паранормальне кіно                | Paranormal Movie                                    | Том                |
| 2017 | ф | Вотерґейт: Падіння Білого дому    | Mark Felt: The Man Who Brought Down the White House | Білл Салліван      |
| 2018 | ф |                                   | Speed Kills                                         | Дуейн Франклін     |

### Телебачення
| Рік       |     | Українська назва                    | Оригінальна назва                 | Роль                                                             |
| --------- | --- | ----------------------------------- | --------------------------------- | ---------------------------------------------------------------- |
| 1989—1990 | с   | Китайський пляж                     | China Beach                       | cержант Вінні Вентреска (6 епізодів)                             |
| 1998      | тф  | Свідок мафії                        | Witness to the Mob                | Джон Готті                                                       |
| 1999      | тф  | Захист свідків                      | Witness Protection                | Боббі Беттон                                                     |
| 2002—2003 | с   |                                     | Robbery Homicide Division         | лейтенант Сем Коул (13 епізодів)                                 |
| 2007      | док | Супершторм                          | Superstorm                        | Катценберг                                                       |
| 2008      | с   | C.S.I.: Місце злочину Маямі         | CSI: Miami                        | Курт Россі (Епізод: "Down to the Wire")                          |
| 2009      | с   | Південна територія                  | Southland                         | Тіммі Девіс (Епізод: "See the Woman")                            |
| 2010      | с   |                                     | Celebrity Rehab with Dr. Drew     | у ролі самого себе (3 сезон)                                     |
| 2010      | с   | Антураж                             | Entourage                         | у ролі самого себе (Епізод: "Tequila Sunrise")                   |
| 2010      | с   | У Філадельфії завжди сонячно        | It's Always Sunny in Philadelphia | водій вантажівки (Епізод: "The Gang Gets Stranded in the Woods") |
| 2011—2012 | с   | Гаваї 5.0                           | Hawaii Five-0                     | капітан Вінс Фрайер (5 епізодів)                                 |
| 2012      | с   | Сприйняття                          | Perception                        | Боббі Лонерган (Епізод: "Nemesis")                               |
| 2014—2015 | с   | Червона дорога                      | The Red Road                      | Джек Копус (7 епізодів)                                          |
| 2015      | с   | Закон і порядок: Спеціальний корпус | Law & Order: Special Victims Unit | Льюїс Хода (Епізод: "Depravity Standard")                        |
| 2016      | с   | Люцифер                             | Lucifer                           | Генк Каттер (Епізод: "Favorite Son")                             |
| 2016—2017 | с   | Стрілець                            | Shooter                           | Х'ю Мічам (6 епізодів)                                           |
| 2017      | с   | Твін Пікс: Повернення               | Twin Peaks: The Return            | Ентоні Сінклер (6 епізодів)                                      |
| 2023      | с   |                                     | Barbee Rehab                      | доктор Том (7 епізодів)                                          |

### Відеоігри
| Рік  |    | Українська назва            | Оригінальна назва           | Роль          |
| ---- | -- | --------------------------- | --------------------------- | ------------- |
| 2002 | вг | Grand Theft Auto: Vice City | Grand Theft Auto: Vice City | Сонні Фореллі |
| 2006 | вг | 24: The Game                | 24: The Game                | Сід Вілсон    |